# 'Ndrina Paviglianiti
Quella dei Paviglianiti è una 'ndrina di San Lorenzo, Bagaladi e Condofuri. Storicamente guidata dal Boss del omonima famiglia Domenico,  eletto dalla stampa già negli anni '90 come il "Boss dei boss". 

## Storia

### Seconda guerra di 'ndrangheta
Durante la seconda guerra di 'ndrangheta erano a fianco dei De Stefano.

### Fatti recenti
- Il 18 dicembre 2014 si conclude l'operazione Ultima Spiaggia che porta all'arresto di 52 persone per associazione mafiosa, estorsione, corruzione e traffico di droga[2].
- Il 27 ottobre 2016 si conclude un'operazione Nexum dei carabinieri che porta all'arresto di 5 persone, presunte affiliate ai Paviglianiti[3].
- Il 7 dicembre 2016 si conclude l'operazione Ecosistema che porta all'arresto di 14 persone, tra cui il sindaco di Bova Marina Vincenzo Crupi, il vicesindanco Giuseppe Benavoli e l'assessore all'ambiente Alfredo Zappia di Brancaleone  e due imprenditori nel settore dei rifiuti. Già arrestati in un'altra operazione Angelo e Natale Paviglianiti. Sono accusati di vari reati tra cui corruzione e turbativa d'asta e di aver agito con modalità mafiose favorendo le 'ndrine degli Iamonte e dei Paviglianiti[4][5][6].
- 23 marzo 2017: operazione Gerry contro le cosche Bellocco, Piromalli, Molè, Avignone e Paviglianiti[7][8].
- Il 7 maggio 2018 si conclude l'operazione Santa Cruz tra Reggio Calabria, Domodossola (VB), Milano, Gallarate e Busto Arsizio (VA), la Polizia di Stato ha eseguito un'ordinanza di custodia cautelare in carcere nei confronti di 13 soggetti ritenuti responsabili di traffico e spaccio di sostanze stupefacenti nella Val d'Ossola e nel confinante territorio elvetico. Le indagini hanno evidenziato l'esistenza di collegamenti con la Calabria, ove sono stati effettuati sequestri di sostanze stupefacenti. Tra gli arrestati figura Russo Giovanni Rosario di Roccaforte del Greco (RC), già condannato nei primi anni '90 per traffico internazionale di stupefacenti e ritenuto contiguo a soggetti appartenenti alla 'ndrangheta insediatisi in Val d'Ossola, vicini alla famiglia Paviglianiti di San Lorenzo (RC), nonché ai Morabito di Africo (RC)[9].
- Il 12 luglio 2018 si conclude l'operazione Via col vento che porta all'arresto di 13 persone presunte sodali delle 'ndrine Paviglianiti, Mancuso, Anello e Trapasso che volevano infiltrarsi negli appalti di costruzione dei parchi eolici delle province di Reggio Calabria, Crotone, Vibo Valentia e Catanzaro e accusate a vario titolo di associazione mafiosa, estorsione e illecita concorrenza[10][11]. Tra gli arrestati anche il sindaco di Cortale (CZ)[10].
- 15 ottobre 2020: operazione Perfido contro i Serraino, gli Iamonte e i Paviglianiti[12].